# 菅野光亮
菅野 光亮（かんの みつあき、1939年7月10日 - 1983年8月15日）は日本の作曲家、ジャズピアニスト。宮城県仙台市出身。 

## 来歴・人物
国立音楽大学付属高等学校を経て、東京芸術大学音楽学部作曲科に入学し、長谷川良夫に師事。大学在学中の1966年に、第35回日本音楽コンクール作曲部門第2部（室内楽曲）に応募した「弦楽四重奏曲第3番作品24」が3位入賞を果たす。大学卒業後は主にジャズピアニストとして活躍。
男声カルテット「ロイヤルナイツ」の第1回ソ連公演（1966年12月 - 1967年1月）、東欧公演～第3回ソ連公演（1968年5月下旬 - 9月）には、菅野光亮クインテットのピアニストとして同行。
1974年に公開された松竹映画「砂の器」では、ラフマニノフばりの美しいテーマ曲「ピアノと管弦楽のための組曲 宿命」を作曲・ピアノ演奏し、第29回毎日映画コンクール音楽賞、モスクワ映画祭ソビエト作曲家同盟賞を受賞した。
その後も映画やテレビドラマの音楽を多数手がけたが、食道静脈瘤破裂のため44歳で他界した。

## 主な作品

### 純音楽
- 弦楽四重奏曲第3番（1966年）
- ヴィオラとピアノのためのソナタ（1977年）
- 弦楽四重奏曲第6番（1978年）
- セロとピアノの為の三章（1979年）
- ヴィオラとセロの為の四章「海との約束」（1980年）
- ヴァイオリンとピアノの為のソナタ（1982年）

### 映画音楽
- 砂の器（1974年、松竹） ※音楽監督は芥川也寸志
- 昭和枯れすすき
- 雲霧仁左衛門（1978年、松竹、俳優座）
- 恋の空中ぶらんこ
- 沈黙の夏
- 真夜中の招待状
- 魔界転生（1981年、東映）
- 鬼龍院花子の生涯（1982年、東映）
- 愛の天使マザーテレサ
- 素人助役奮闘記
- 天城越え（1983年、松竹・霧プロダクション）
- 密約 外務省機密漏洩事件

### テレビドラマ
- 渥美清の田舎刑事（テレビ朝日、テレパック）
  - 「時間よ、とまれ」（1977）
  - 「旅路の果て」（1978）
  - 「まぼろしの特攻隊」（1979）
- 白い地平線（1975年、TBS）
- 白い秘密（1976年、TBS）
- 白い波紋（1977年、TBS）
- 大空港（1978年～1980年、フジテレビ・松竹）
- 執念 愛の天使マザーテレサ
- 加山雄三のブラック・ジャック（1981年、テレビ朝日）
- 佐武と市捕物控（1981年～1982年、フジテレビ）
- 松本清張の山峡の章（1981年、テレビ朝日）
- 映画スター殺人事件（1981年、テレビ朝日）
- ヒット曲は殺しのテーマ　忘れない女（1982年、テレビ朝日）
- 松本清張の風の息（1982年、テレビ朝日）
- 横溝正史の鬼火 仮面の男と湖底の女（1983年、テレビ朝日）
- 横溝正史の真珠郎 金田一耕助を愛した女（1983年、テレビ朝日）
- 誘惑されたい女（1983年、テレビ朝日）
- ひき逃げ（1983年、テレビ朝日）
- 松本清張の寒流（1983年、テレビ朝日）
- 松本清張の証言（1984年、テレビ朝日）
- 女相続人のさけび（1984年、テレビ朝日）
- 鬼龍院花子の生涯（1984年、TBS）
- 熱中時代スペシャル 水谷教授の華麗な冒険
- 十津川警部シリーズ